# Посольське
Посольське (рос. Посольское) — село Кабанського району, Бурятії Росії. Входить до складу Сільського поселення Посольське.
Населення — 782 особи (2015 рік).
Село засноване 1652 року.